# GasAtacama
GasAtacama es una empresa chilena distribuidora de gas natural y generadora de electricidad. Formada en 1996 por ENDESA Chile y CMS Energy que son propietarios, a través de Gas Atacama Holding Ltda., en partes iguales.

## Instalaciones e infraestrutura
GasAtacama opera el Gasoducto Atacama - 530 km de longitud entre Coronel Cornejo (Argentina) y Paso de Jama (Frontera) y 411 km entre Paso Jama y Mejillones (Chile)- es uno de los dos suministros de gas (junto con el Gasoducto Nor Andino) de la II Región, de la Cuenca del Noroeste de Argentina. Su construcción se inició en 1997, iniciando su servicio comercial en 1999. De ella se construye como extensión el Gasoducto Taltal - 226 km de longitud entre Mejillones y Central Taltal (ubicada en Paposo) - para proveer de gas a Taltal.
Opera también la Central Térmica Atacama que esta es la segunda generadora de electricidad del Sistema Interconectado del Norte Grande (21,7% de la potencia instalada) tras la Planta Térmica de Tocopilla (27,6%) de Electroandina. La Central Térmica Atacama fue puesta en servicio en 1997 y cuenta con dos unidades de ciclo combinado que usan gas natural. 
Sus filiales son:
- Gasoducto Atacama Argentina S.A. -Sucursal Argentina- corresponde a la filial propietaria y operadora del gasoducto Atacama en dicho país
- Gasoducto Atacama Chile S.A. corresponde a la filial propietaria y operadora del gasoducto Atacama en dicho país
- Gasoducto Taltal S.A. propietaria y operadora del Gasoducto Taltal.
- Progas S.A., comercializa el gas natural y provee apoyo de ingeniería a los clientes industriales.
- GasAtacama Generación S.A, es la operadora de la Central Térmica Atacama. Entre 1996 y 2006 llamada Nor Oeste Pacífico Generación de Energía Ltda. (NOPEL). Provee su generación eléctrica al Sistema Interconectado del Norte Grande (SING)
- Atacama Finance Co. y Energex Co. empresas financieras anexa a la GasAtacama.

## La crisis del gas argentino
La crisis del gas natural argentino, que afecta el suministro a Chile para uso industrial, solo manteniéndose el mínimo necesario para uso residencial y comercial afectó a GasAtacama. A raíz del corte de suministro GasAtacama tuvo que emplear como combustible de reemplazo el diésel. Sin embargo los altos costos de operación hicieron crisis y abrieron la posibilidad de detener su funcionamiento afectando al SING. Ante la negativa de aumentar la inversión para compensar los nuevos gastos operacionales a fines de mayo de 2007 CMS Energy decide vender su participación de GasAtacama al fondo de inversiones Ashmore Investment Management. Entre tanto se estudia que los principales compradores de electricidad que son las empresas mineras inyecten recursos para la continuidad de la empresa.

## Centrales eléctricas de GasAtacama en Chile
Las Centrales que opera GasAtacama son las siguientes:
| Centrales térmicas      | año puesta en servicio | Tipo de turbina             | unidades | Total MW |
| ----------------------- | ---------------------- | --------------------------- | -------- | -------- |
| Central Térmica Atacama | 1997                   | ciclo-combinado gas natural | 2        | 780,6    |

- Total producción Térmica: 780,6 MW
- Total producción GasAtacama: 780,6 MW